# Casa de fundición

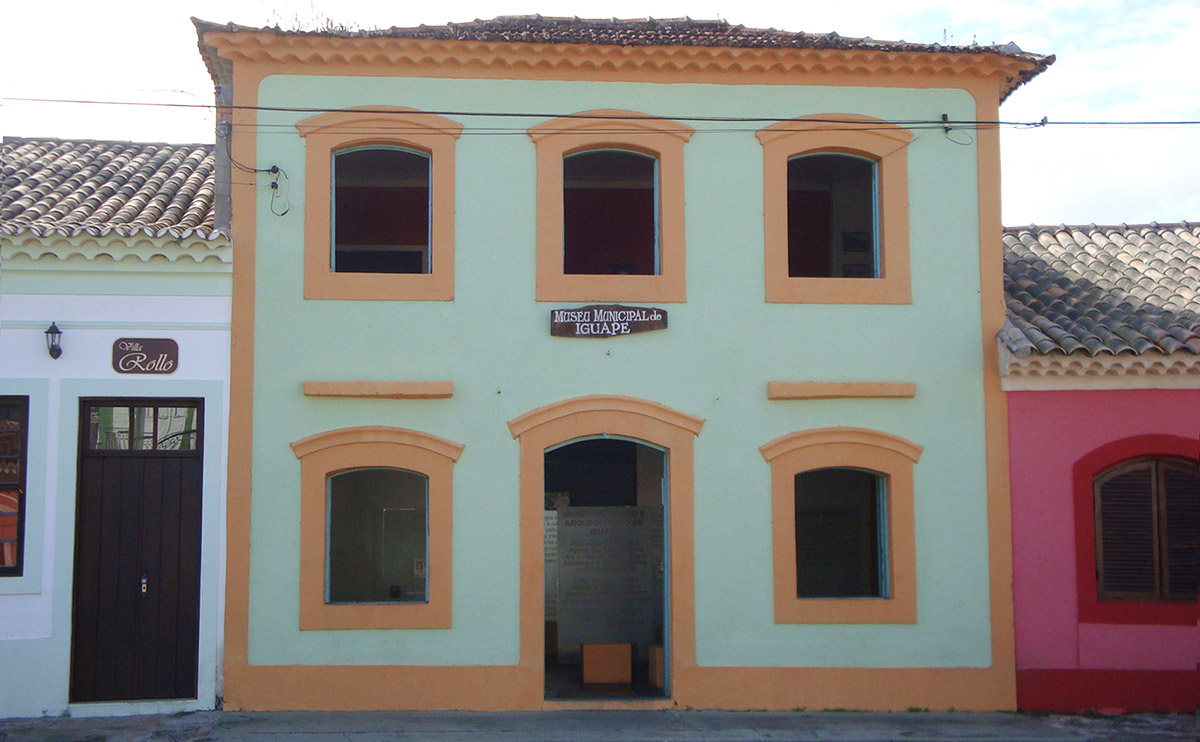
Edificio que albergó la Casa de fundición en Iguape. Fue abierta en 1653 y sirvió además como cuartel, ayuntamiento y cárcel. Actualmente alberga el Museo Municipal.

Las casas de fundición (en portugués: Casa de fundição) fueron instituciones coloniales portuguesas donde se fundían el oro y la plata extraídos de las minas de Brasil. De esa manera se encargan de la recaudación de los tributos mineros establecidos por la Corona portuguesa. El mineral fundido era transformado en lingotes que contaban con un sello que los identificada como "mineral quintado" es decir, que había pagado el quinto real.
La primera casa de fundición se estableció en São Paulo hacia 1580 para fundir el mineral que se extrajera de las minas de Jaraguá y otras de las cercanías. La actuación de las casas de fundición fue resistida por la población y condujo al estallido de la Revuelta de Villa Rica en 1720.